# Carl Vaugoin
Carl Vaugoin (Viena, 8 de julho de 1873 — Krems an der Donau, 10 de junho de 1949) foi um político austríaco. Foi Chanceler da Áustria por aproximadamente dois meses em 1930.

## Vida
Carl Vaugoin lançando a pedra fundamental do quartel em Pinkafeld em 21 de julho de 1929. Filho de um joalheiro e vereador vienense, Vaugoin aspirava a se tornar um oficial profissional após completar seu ano como voluntário de um ano em 1894, mas foi considerado inapto para o serviço militar e encerrado em 1899. Desde 1898 ativo no serviço de contabilidade do governo provincial da Baixa Áustria, ele ingressou no Partido Social Cristão (CS) quase ao mesmo tempo, que representou no Conselho Municipal de Viena de 1912 a 1920.
Durante a Primeira Guerra Mundial, Vaugoin administrou oficinas de trem em dois estágios após uma curta implantação na linha de frente e, mais recentemente, foi Rittmeister. Seu serviço militar na pacata cidade alpina de Scheibbs, longe do front, mais tarde lhe rendeu o apelido de "General Scheibbs". 1918 a 1920 foi Vereador da Cidade de Viena, 1920 a 1933 membro do Conselho Nacional, 1921-1933 (exceto para o período de 7 de outubro de 1921 a 30 de maio de 1922) em um total de 15 gabinetes Ministro da Defesa, 1929/30 também vice-chanceler e chanceler federal austríaco de setembro a dezembro de 1930.
Como ministro da Defesa, era importante para Vaugoin converter as forças armadas do povo, que inicialmente estiveram na esquerda depois de 1918, em um exército federal politicamente neutro. Vaugoin agiu como patrocinador do chefe da seção, Robert Hecht, que projetou a estrutura legal para o golpe de estado de 1933 (lei que permite economia de guerra). Em 1930, Vaugoin sucedeu Ignaz Seipel como líder do Partido Social Cristão.
Vaugoin inicialmente apoiou o curso autoritário do estado corporativo como Ministro do Exército, mas devido às crescentes diferenças com os Heimwehr, ele foi deportado para as Ferrovias Federais da Áustria em 1933 e, portanto, politicamente sem poder.
Os nazistas sobreviveram a Vaugoin em estadias forçadas na Alemanha central e na Turíngia e, a partir de 1943, no "hospital evasivo" de Litschauer. Paralisado por uma doença, ele passou os últimos meses de sua vida na Abadia de Dürnstein. Ele foi enterrado no cemitério de Hietzingen.